# Sfântul Alban
Sfântul Alban (n. secolul al III-lea d.Hr., Verulamium⁠(d), St Albans, Anglia, Regatul Unit – d. 305 d.Hr., Verulamium⁠(d), Anglia, Regatul Unit) a fost un soldat roman, primul martir creștin din Anglia romană (Britania). 
Cronicarul Beda Venerabilul a relatat în Historia ecclesiastica gentis Anglorum decapitarea lui Alban în orașul Verulamium, care era la vremea respectivă al treilea oraș ca mărime din Britania (în prezent St Albans). 
În apropiere de locul martiriului său se află Catedrala St Albans, care a fost biserica celei mai importante mănăstiri de pe insulă până la desființarea mănăstirilor din Anglia în anul 1539.